# Professor Bergianus
Professor Bergianus är en svensk professur som tillkom 1791 och innehades fram till 2014 av föreståndaren för Bergianska trädgården och tillika Bergianska stiftelsen. Från och med 2022 är Professor Bergianus inte längre föreståndare för trädgården utan verksam som adjungerad professor vid Stockholms universitet.

## Professorer Bergianus
- 1791–1818 Olof Swartz
- 1823–1856 Johan Emanuel Wikström
- 1857–1879 Nils Johan Andersson
- 1879–1914 Veit Brecher Wittrock
- 1915–1944 Robert Fries
- 1944–1965 Rudolf Florin
- 1970–1983 Måns Ryberg (tillförordnad 1966–1970)
- 1983–2001 Bengt Jonsell
- 2002–2014 Birgitta Bremer
- 2022– Hanna Johannesson[2][3]